# La Visite du capitaine Tempête dans le ciel
Pour les articles homonymes, voir Tempête (homonymie).
La Visite du capitaine Tempête dans le ciel (Captain Stormfield's Visit to Heaven), aussi traduit en français sous le titre La Visite au ciel du captaine Tempête, est une nouvelle inachevée de Mark Twain, aussi connue en français sous le titre La Visite du capitaine Stormfield au paradis. Seuls deux chapitres furent publiés du vivant de l'auteur, en 1907-1908 dans le Harper's Magazine, puis un texte plus long en volume chez Harper & Brothers en 1909, sous le titre Extract from Captain Stormfield’s Visit to Heaven. C'est le dernier livre publié par Twain.

## L'histoire
L'histoire raconte en première personne le voyage du capitaine Élie Tempête après sa mort, son erreur de direction qui le mène dans un ciel non-humain, et sa découverte d'un paradis inattendu.

### Prologue
L'édition posthume de l'œuvre comporte un prologue dans lequel Mark Twain explique que le capitaine Tempête, qu'il connaît bien, lui a raconté son voyage dans le ciel et qu'il considère ce récit non comme une histoire vraie, mais comme un rêve.

### Chapitre III [I]
Le chapitre III est le premier de l'Extrait (voir l'histoire du texte ci-dessous), et il ne présente pas une parfaite continuité avec le précédent. Dans ce chapitre, le capitaine Tempête, à présent seul et mort depuis 30 ans, voyage comme une comète à travers l'espace :
« Il y avait une trentaine d'années que j'étais mort, et je commençais à me sentir un peu anxieux. »
Se déplaçant à une vitesse d'un cinquième celle de la lumière, il a quitté le système solaire, et laisse facilement derrière lui toutes les comètes qu'il croise, jusqu'à ce qu'il en rencontre une incroyablement gigantesque, dotée d'un équipage de 100 millions d'hommes et transportant 200 millions de passagers. Il se détourne de sa route pour faire la course et se trouve finalement distancé. Il arrive alors près de lumières immenses qui se révèlent être de monumentales portes devant lesquelles attendent des millions de gens. S'approchant de l'entrée, et se doutant qu'il s'est trompé d'endroit, il fait savoir au clerc qui s'occupe des entrées d'où il vient, mais personne ne connait ni San Francisco, ni les États-Unis, ni même la Terre. Il devient évident qu'il n'est pas parvenu au bon endroit du paradis. Après deux jours de recherches, le clerc finit par trouver la Terre sur une carte et Tempête est alors admis au ciel. Mais, après avoir déambulé toute une journée devant le hall d'entrée, Tempête souhaite partir pour son propre ciel, ce qu'il fait dès qu'on lui a indiqué la méthode qui consiste simplement à penser à l'endroit : la téléportation est instantanée.
Dès son arrivée au paradis humain, le capitaine Tempête est reconnu et reçoit l'accoutrement angélique standard : ailes, auréole, harpe, livre d'hymnes et branche de palme. Il découvre alors peu à peu que l'endroit ne correspond pas exactement aux représentations que les hommes s'en font de leur vivant, ce qui donne lieu à des comportements stéréotypés et cocasses des nouveaux venus qui réclament le matériel supposé standard dû aux arrivants et qui commencent leur vie au paradis en s'occupant de chants et de musique, supposant que c'est là l'occupation de tous les bienheureux. Toutefois, ils finissent tous par s'ennuyer et abandonner leur accoutrement, ce que Tempête finit également par faire.
La capitaine rencontre ensuite une ancienne connaissance, Sam Bartlett, qui l'instruit sur les occupations du ciel. Le tableau qu'offre alors Twain du ciel au travers des péripéties de son héros est un mélange complexe de satire et d'utopie : le ciel est très hiérarchisé, les prophètes font l'objet d'une adulation hystérique, mais chacun est libre de s'occuper aux activités qui répondent à ses besoins. Certains commentateurs y ont vu une peinture de l'idéal du travail tel qu'il se présente dans le capitalisme américain, un travail individualiste et épanouissant, tempéré par un certain marxisme selon lequel chacun ne travaille que selon ses besoins, besoins auxquels participent activement la société du ciel en réalisant les souhaits des individus dans la mesure où ces souhaits ne sont pas nuisibles à autrui.

### Personnages et noms
Sam Bartlett : personnage secondaire. Tempête le rencontre peu après son arrivée au paradis.
Capitaine Élie/Ben Tempête (Stormfield) : le narrateur et principal protagoniste de l'histoire. Capitaine mort en mer à l'âge de 65 ans, il passe 30 ans à voyager dans le ciel, s'attendant à se retrouver en enfer. Il est heureux de découvrir un paradis qui n'a rien de la bigoterie des histoires de l'école du dimanche. Le personnage est inspiré de Edgar Wakeman, mais sa course dans le ciel, « comme une comète », renvoie au lien de Twain avec la comète de Halley.
Edward H. Billings : simple tailleur sur Terre, il est le plus grand poète de l'univers, bien supérieur à Homère et Shakespeare qui sont ses serviteurs. Durant sa vie, toutes ses œuvres furent refusées et moquées, et ses voisins le tenaient pour fou.
Absolom Jones : mentionné comme le plus grand génie militaire.
The Wart (la verrue) : nom de la Terre d'après le premier clerc que rencontre le capitaine Tempête.

## Historique du texte et des éditions
La Visite du capitaine Tempête dans le ciel est une satire inachevée. L'écriture du texte se déroule sur plusieurs décennies. L'histoire fut inspirée à Twain par le capitaine Edgar Wakeman qui, en 1868, lui raconta avoir rêvé qu'il visitait le paradis. La même année, l'auteur commence à développer une nouvelle à partir de ce récit. Il en montra finalement le manuscrit à W. D. Howells en 1873 qui lui conseilla de le publier, mais Twain continua d'y travailler, en lui donnant un tour plus burlesque, en parodiant The Gates Ajar de Elizabeth Stuart Phelps. Pendant les trente années suivantes, Twain retravailla et augmenta le texte de temps à autre, mais, ne sachant pas clairement quelle direction donner à son récit, il en abandonna la rédaction à plusieurs reprises. Ces hésitations semblent liées à la matière même de l'histoire, susceptible de heurter les croyances chrétiennes ; ses réticences sont peut-être ainsi liées au jugement de sa femme, Olivia, qui trouvait l'œuvre admirable, mais blasphématoire. Il finit cependant par soumettre l'histoire au Harper's Magazine, mais, ironie de l'histoire, George Harvey, l'éditeur du magazine, la refusa car il la trouvait trop pieuse. L'éditeur accepta toutefois de la publier l'année suivante, et deux extraits parurent en décembre 1907 et janvier 1908, avant d'être repris en livre en octobre 1909, sous le titre Extract from Captain Stormfield’s Visit to Heaven.
Les manuscrits du texte qui nous sont parvenus ne permettent pas de dater de manière précise le travail de Twain. De plus, le texte entier n'ayant pas été finalisé et édité par Twain, il existe des incohérences entre les deux chapitres et les fragments publiés de manière posthume. Une première édition posthume, datant de 1952, ajoute deux nouveaux chapitres aux deux déjà publiés ; une seconde, en 1970, y ajoute encore deux chapitres. La version la plus étendue publiée se compose donc de six parties, auxquelles il faut encore ajouter un prologue. Les chapitres de l'Extrait sont les III et IV.

## Adaptation
The Adventures of Mark Twain, un film en pâte à modeler datant de 1985, comporte une adaptation partielle de l'œuvre.